# Skoll
För månen, se Skoll (måne).
För den geologiska definitionen, se Skolla (geologi)
Skoll (“svek”), eller Sköll (“högt oväsen”, "skall"), är i nordisk mytologi en jätte i ulvskepnad som förföljer solen och som solen är mycket rädd för. En annan ulv vid namn Hate sägs springa framför solen för att genskjuta henne, men egentligen är det månen som han vill ha. Vid Ragnarök skall de båda ulvarna hinna ikapp sina byten och uppsluka dem. En naturmytologisk tolkning är att de båda ulvarna är solvargar (parhelia).

## Källtexterna

### Grímnismál
Skoll omtalas endast på ett ställe i den poetiska Eddan, nämligen i Grímnismál, strof 39:
| Skoll är en ulv som den skrämda solen till skogsbrynets fristad följer; en annan är Hate, Hrodvitners son, som framför himlens brud hastar. Åke Ohlmarks, 1965 | Skoll hęitir ulfr, es fylgir hinu skírlęita goði til varna viðar, ęn annarr Hati, hann ′s Hróðvitnis sonr, sá skal fyr hęiða brúði himins. Finnur Jónssons normalisering, 1932 |  |

Finnur Jónsson noterar att horisonten i rad 3, där solen går ner, sägs vara ett skogsbryn, vilket kanske utesluter att strofen diktats på Island.

### Gylfaginning
En prosaparafras på denna strof finns i Snorre Sturlassons Edda, Gylfaginning, kapitel 12:
| Då säger Ganglere: “Solen färdas snabbt, nästan som vore hon rädd. Hon kunde inte skynda på sin gång mer om hon så fruktade för sitt liv.” Då svarar Hög: “Det är inte underligt att hon far fram med fart, den som jagar henne är nära och hon vet ingen annan utväg än att fly.” Då frågar Ganglere: “Vem är det som vållar henne sådan oro?” Hög säger: “Det är två vargar, och den som följer efter henne heter Sköll. Hon fruktar honom, och han kommer att ta henne. Den som löper framför henne heter Hate Hrodvitnesson. Han vill fånga månen, och så kommer också att ske.” Översättning: Karl G. Johansson och Mats Malm | Þá mælir Gangleri: “Skjótt ferr sólin, ok nær svá sem hon sé hrædd, ok eigi mundi hon þá meir hvata gǫngunni at hon hræddisk bana sinn.” Þá svarar Hár: “Eigi er þat undarligt at hon fari ákafliga, nær gengr sá er hana sœkir. Ok øngan útveg á hon nema renna undan.” þá mælir Gangleri: “Hverr er sá er henni gerir þann ómaka?” Hár segir: “Þat eru tveir úlfar, ok heitir sá er eptir henni ferr Skǫll. Hann hræðisk hon ok hann mun taka hana, en sá heitir Hati Hróðvitnisson er fyrir henni hleypr, ok vill hann taka tunglit, ok svá mun verða.” Anthony Faulkes' normalisering |  |

Ordet tungl betyder “himlakropp” varför tunglit, som här har översatts “månen”, lika gärna kan betyda “solen”. Det är alltså möjligt att det är solen som båda ulvarna försöker ta; de befinner sig ju på motsatta sidor om henne. (Den ene förföljer henne, och den andre söker komma förbi henne och hejda henne, enligt Finnur Jónsson.) Längre ner i samma kapitel citerar Snorre dessutom Vǫluspá 40, vari begreppet tungls tjúgari (“solens slukare”) står som beteckning för de glupska odjuren (Fenris kindir).
Snorre berör också frågan om de båda ulvarnas härkomst. I Järnveden öster om Midgård bor en gýgr, skriver han. “Den gamla jättinnan föder många jättesöner, och alla i varghamn. Därifrån kommer dessa vargar.” Det skulle betyda att Skoll och Hate är bröder. Men nu råkar grundtexten ha fœðir at för “föder”, vilket nog betyder att hon fostrar andra jättars barn som om de vore hennes egna. Kanske driver hon ett fosterhem för unga vargjättar? Det tycks vara så som Åke Ohlmarks har uppfattat saken i sin översättning av Snorres Edda: “Den gamla häxan uppfostrar som sina söner många jättars yngel, alla i varghamn, och det är därifrån dessa ulvar kommer.” Då har Skoll och Hate samma fostermor, men bröder behöver de inte vara.
Hates patronymikon är Hróðvitnisson, vilket tycks utpeka honom som Lokes sonson, eftersom Hróðvitnir är Fenrisulven. (Man kan dock undra när Fenrir, som redan i ungdomen fjättrades med Gleipner och som alltsedan dess har stått bunden, fick tillfälle att skaffa sig avkomma.)
Den ulv som skall uppsluka månen är enligt Snorre Månegarm, som då måste vara identisk med Hate som enligt samma källa är den som slukar månen – dock endast under förutsättning att tunglit i detta fall betyder “månen”.
Skoll skall sluka solen, säger Snorre, men detta stämmer inte med Vafþrúðnismál 46–47, där det uttryckligen sägs att det är Fenrir som slukar solen. Kanske är Skoll och Fenrir identiska. Då blir Skoll och Hate far och son, men Fenrir står ju bunden och kommer inte loss förrän vid Ragnarök, varför det knappast kan vara han som jagar solen.
Texterna rymmer olika traditioner, som nog inte går att helt sammanjämka.

## Namnet

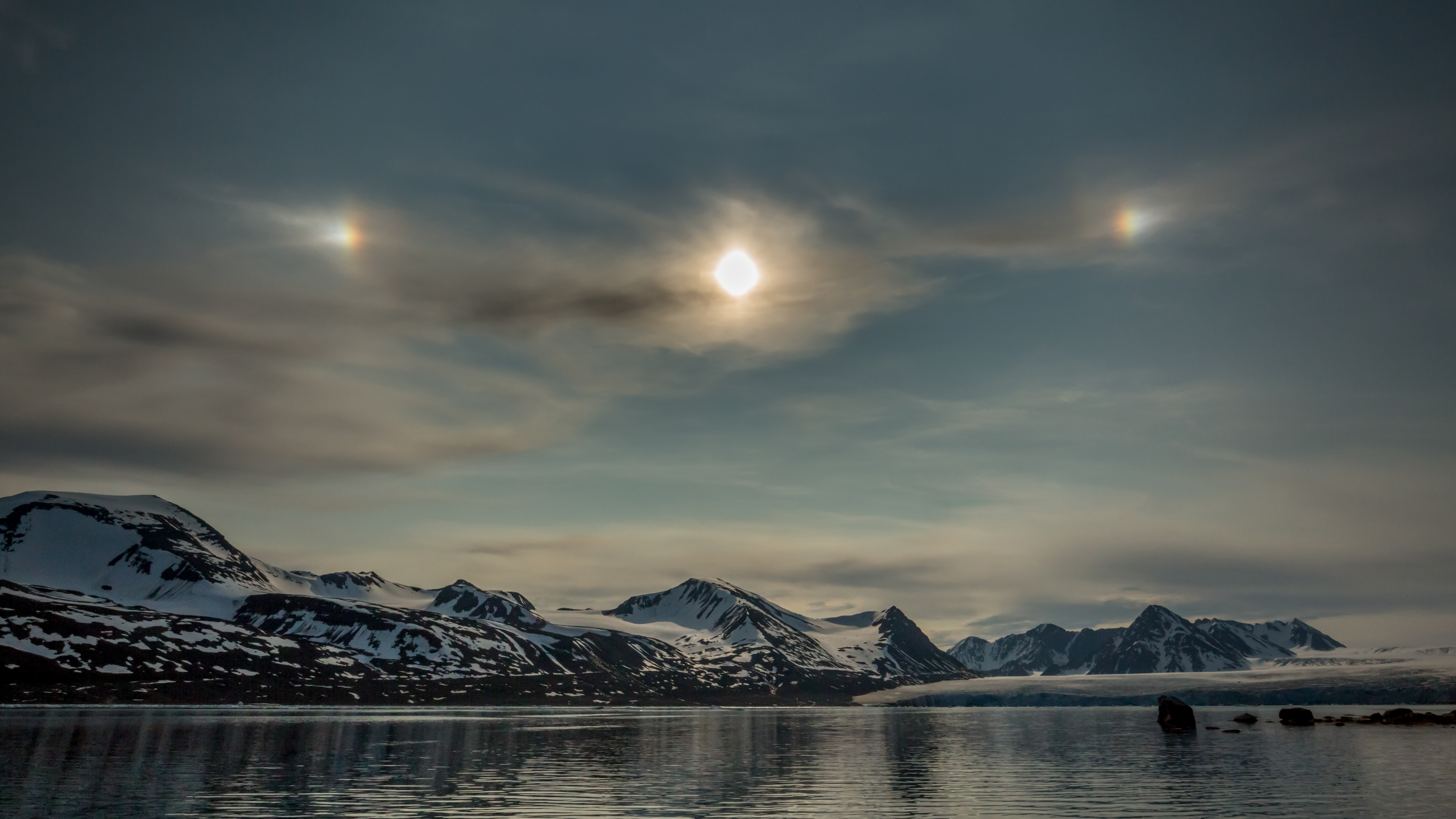
Solvargar på Svalbard.

Ulvens namn skrivs i handskrifterna omväxlande Skoll och Sköll (Skǫll). Om namnet är Sköll tycks det komma av ett substantiv med betydelsen “stort oljud”. Kanske syftar namnet i så fall på ulvens ylande då den jagar Sol över himlavalvet. Om namnet i stället är Skoll kan det översättas “svek(fullhet), bedrägeri”. Denna läsart brukar föredragas då den passar den naturmytologiska tolkningen att Skoll är en solvarg (sólúlfr) eller vädersol. I många språks namn på bisolar framhålls just fenomenets “bedräglighet” (t.ex. “mock sun”). Dessutom har skensolar på både danska, norska och svenska brukat kallas “ulvar” (“solulv, solvarg”), och så är också fallet i modern isländska där härmsolen till vänster kallas úlfur (“ulven, vargen”); den till höger heter gíll. Men på engelska är ulven domesticerad till hund (sun dog).

### Heiðreksgátur
Ulvarna Skoll och Hate är också nämnda i den femtonde av Heidreksgåtorna, men namnen är i denna sena källa förvanskade till Skalli och Hatti. Så här lyder gåtan:
| Vad under är det, jag ute såg en dag vid Dellings dörrar? De levande lyser det, lågan slukar det och vargar vilt om det slåss. Här är en gåta, Heidrek konung! | Hvat er þat undra, er ek úti sá fyrir Dellings durum: lýðum lýsir, en logi gleypir, ok keppask um þat vargar ávallt? Heiðrekr konungr, hygg þú at gátu. |  |

Efter detta följer gåtans svar på prosa:
| Det är solen. Hon lyser alla länder och skiner över alla män. Men Skalle och Hatte heta vargarna eller ulvarna, av vilka den ena löper före och den andra efter solen. | Þat er sól. Hon lýsir lǫnd ǫll ok skínn yfir alla menn, en Skalli ok Hatti heita vargar, þat eru úlfar, en annarr þeira ferr fyrir, en annarr eptir sólu. |  |